# هیو جونز (تنیس‌باز)
 هیو جونز (انگلیسی: Hugh Jones؛ زاده ۱۰ نوامبر ۱۸۸۰ درگذشته ۱ مهٔ ۱۹۶۰) یک تنیس‌باز بود.